# Nockalmstraße
Die Nockalmstraße ist eine mautpflichtige Passstraße in Kärnten, Österreich. Sie führt von Innerkrems über eine Schulter (2049 m ü. A.) der Eisentalhöhe (2180 m ü. A.), Karlbad, Grundtal, die Schiestelscharte und Winkltal nach Ebene Reichenau.
Betreiber ist seit 1995 die Großglockner Hochalpenstraßen AG.

## Geschichte
Gemäß einer 1971 von der Kärntner Landesregierung vorgelegten Studie wurde der Bau der Nockalmstraße beschlossen. Sie sollte einerseits die im Bau befindliche Tauernautobahn an das Liesertal anschließen, andererseits die Verbindung der Nockberge mit dem Zentralraum des Bundeslandes verbessern. Man erhoffte sich dadurch eine Förderung des Tourismus im Nockgebiet, zudem sollte die Straße auch Vorteile für den An- und Abtransport mit Kraftfahrzeugen in der Forst- und Almwirtschaft mit sich bringen.
Für die Gegend beiderseits der Straße gab es auch Pläne für die Neuanlage eines Skigebiets, welche aber aufgrund der Proteste einer Bürgerinitiative und der darauf folgenden Volksbefragung verworfen wurden. Anstelle dessen wurde beschlossen, die freie Landschaft beiderseits der Nockalmstraße per 1. Jänner 1987 zur Kernzone des ehemaligen Nationalpark Nockberge, dem heutigen Biosphärenpark Salzburger Lungau und Kärntner Nockberge, zu erklären.
Die Nockalmstraße wurde, mittlerweile asphaltiert, nach mehrjähriger Bauzeit 1981 als Mautstraße für den Verkehr freigegeben. Der Straßenverlauf ist auf einfaches Befahren ausgelegt. Die Baukosten betrugen knapp 100 Mio. Schilling (7,27 Mio. Euro).

## Verlauf
Auf einer Länge von 35 Kilometern schlängelt sich die Nockalmstraße über 52 Kehren zwischen Innerkrems und Reichenau bei maximal 12 % Steigung durch die Mittelgebirgslandschaft. Vor Ebene Reichenau mündet die Straße in die Landesstraße B 95, die ehemals steilste Passstraße Europas, welche Kärnten über die Turracher Höhe mit der Steiermark verbindet.
Die Strecke, die auch für ungeübte Rad-, Motorrad- und Autofahrer geeignet ist, bietet einzigartige Aussichten. Mehrere gastronomisch bewirtschaftete Hütten, Naturlehrpfade, ein Almwirtschaftsmuseum, eine Heilquelle sowie die beiden höchsten Punkte der Strecke an einer Schulter (2049 m ü. A., ⊙) der Eisentalhöhe und an der Schiestelscharte (2027 m ü. A., ⊙) sind beliebte Haltepunkte der Nockalmstraße.
Die Straße ist von Mai bis Oktober (wetterbedingte Änderungen sind möglich) jeweils von 8 bis 18 Uhr geöffnet und wird von der Großglockner Hochalpenstraßen AG bewirtschaftet. Für Pkw mit Wohnwagen ist die Nockalmstraße gesperrt. Motorräder dürfen die Straße zwischen 18:00 und 8:00 Uhr nicht befahren.

## Reidn
In der Kärntner Mundart werden scharfe Straßenkehren Reidn genannt. Die Reidn entlang der Nockalmstraße tragen seit 2006 die Mundartnamen heimischer Blumen. Damit will der Betreiber der Straße einen Beitrag zur Erhaltung des lokalen Dialekts leisten. Verdiente Kärntner Persönlichkeiten sind in den einzelnen Reidn verewigt worden, wie der Olympiasieger Thomas Morgenstern.
Nach der Erfinderin der Blumenreidn und der ehemaligen Wirtin der Glockenhütte auf der Schiestelscharte, Elisabeth Pusca, wurde ein Wanderweg benannt: der Elisabethweg. Er führt Wanderer über steile 100 Höhenmeter vom Windebensee zur Passhöhe Schiestelscharte.

## Abbildungen

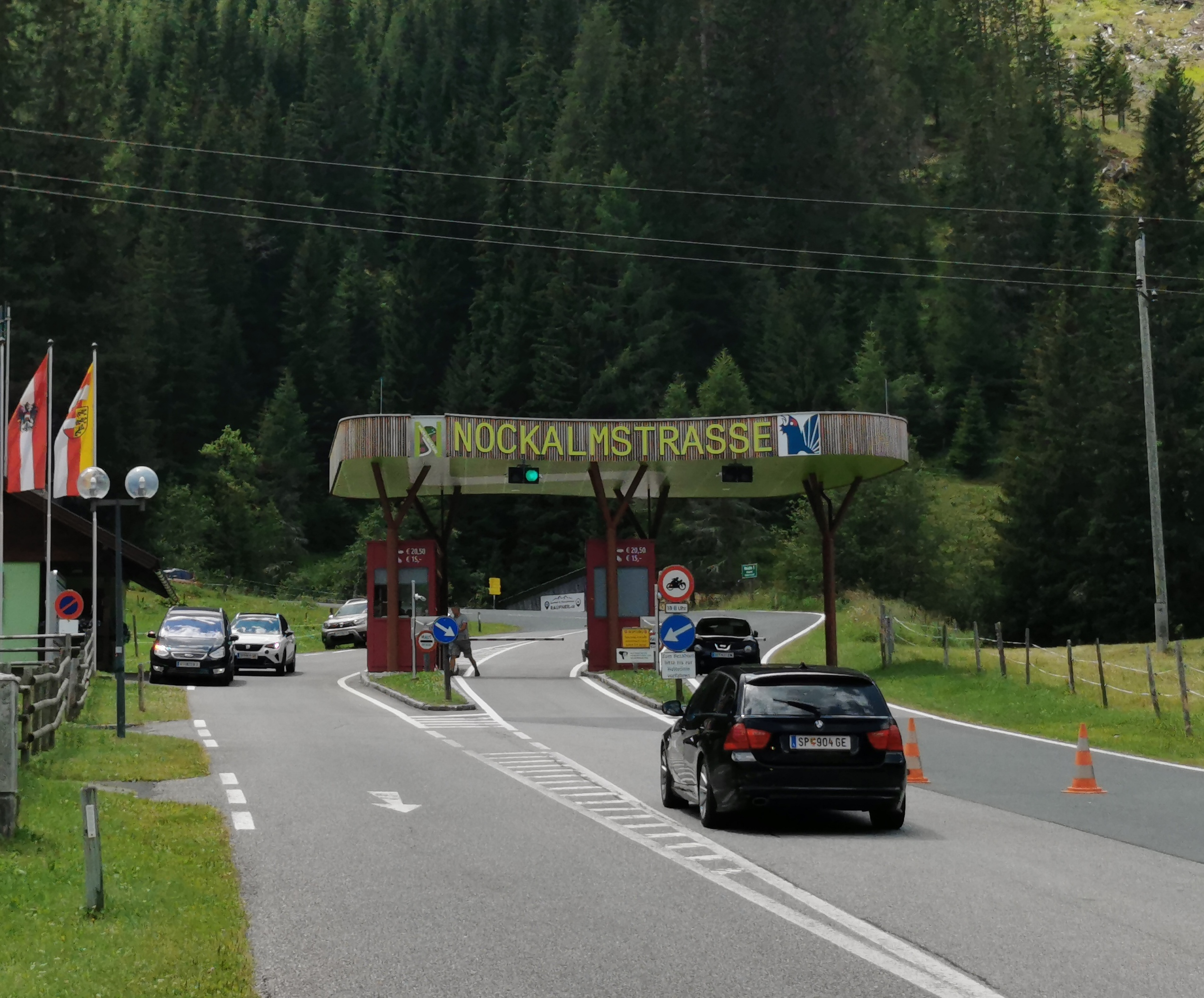
Portal
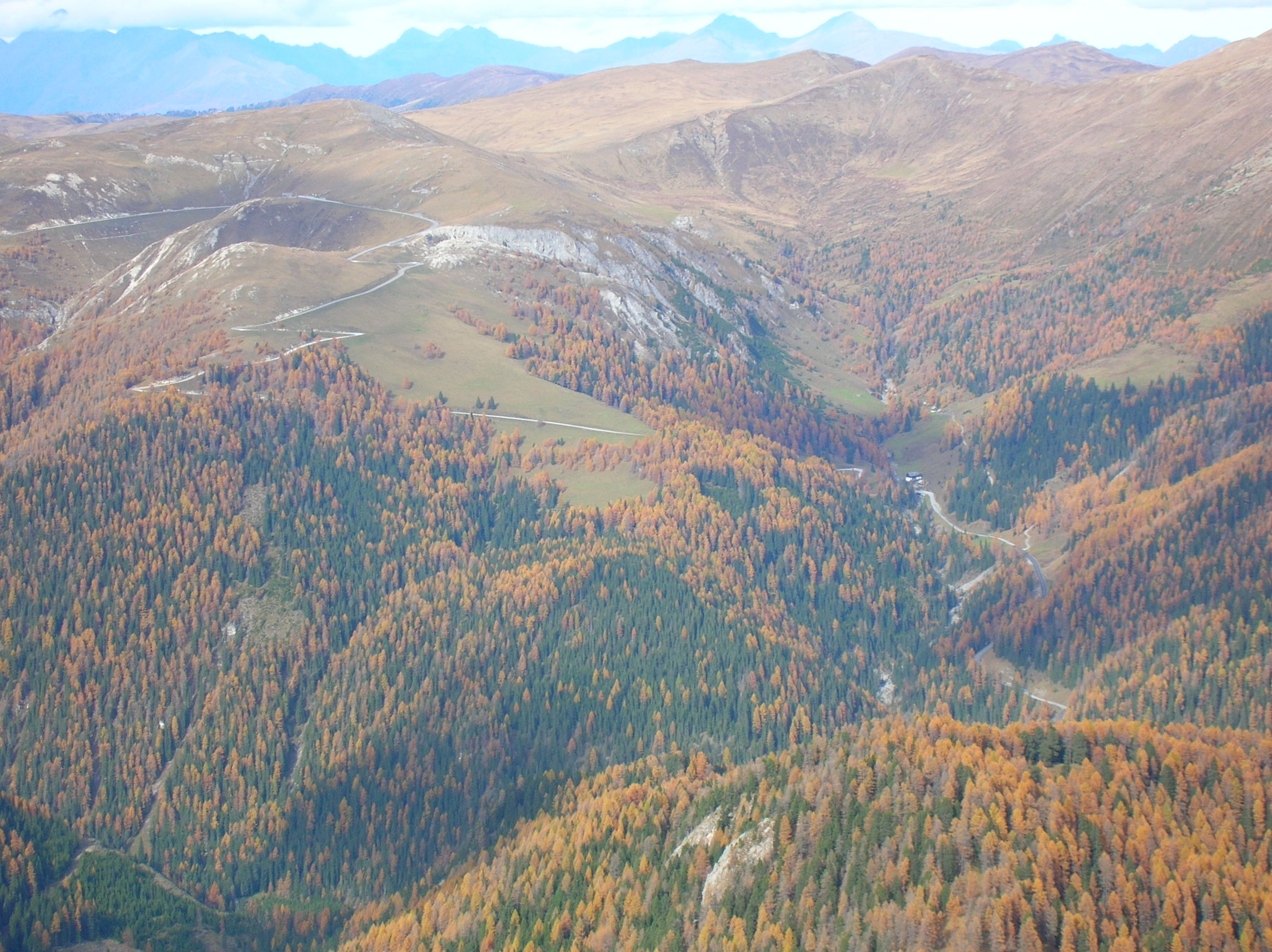
Blick über die Nockberge mit der Nockalmstraße
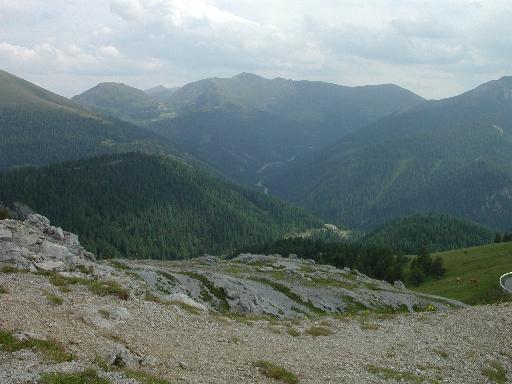
In der Mitte im Tal und am rechten Bildrand ist die Straße zu sehen, links hinten die Schiestelscharte
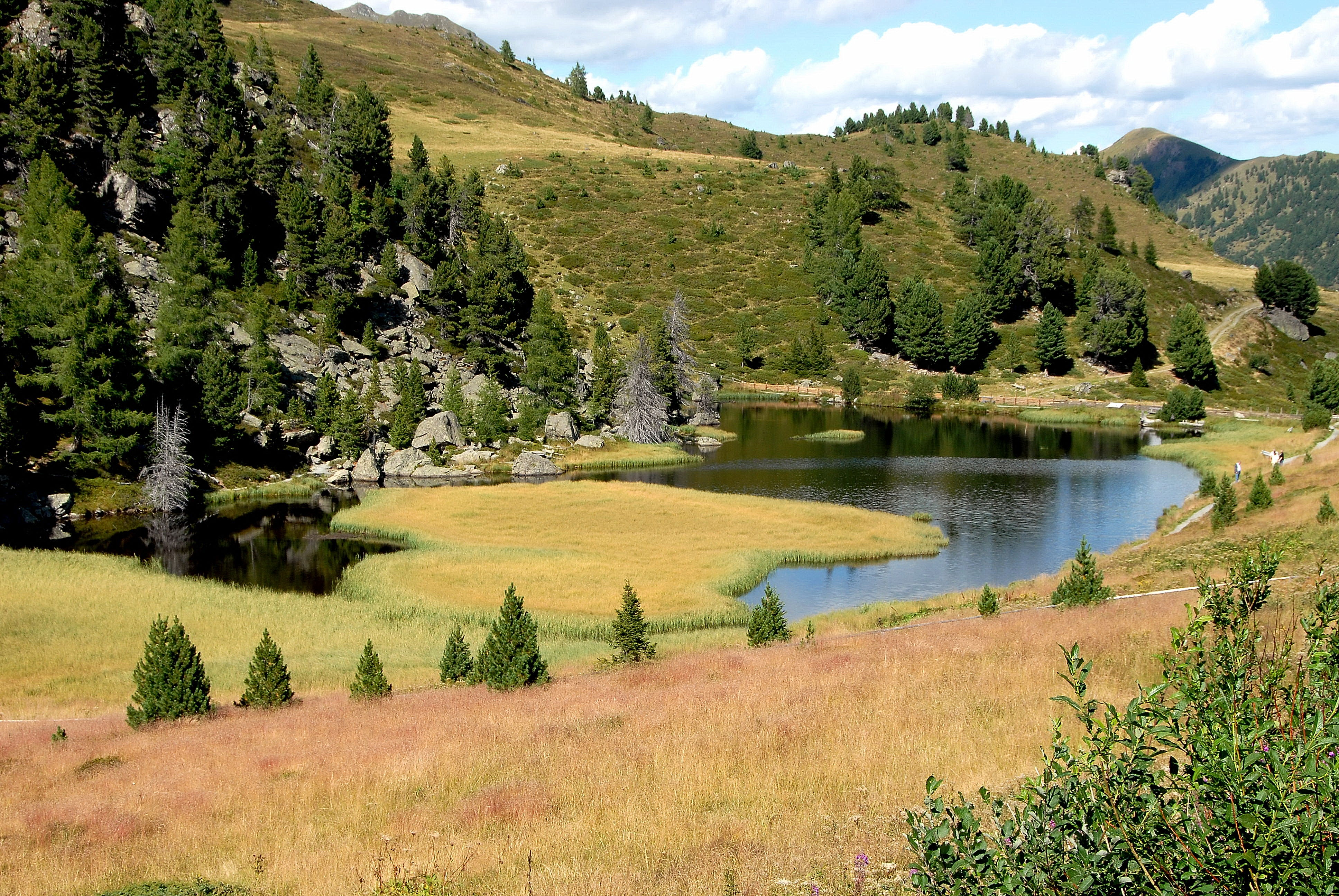
Windebensee östlich von der Schiestelscharte
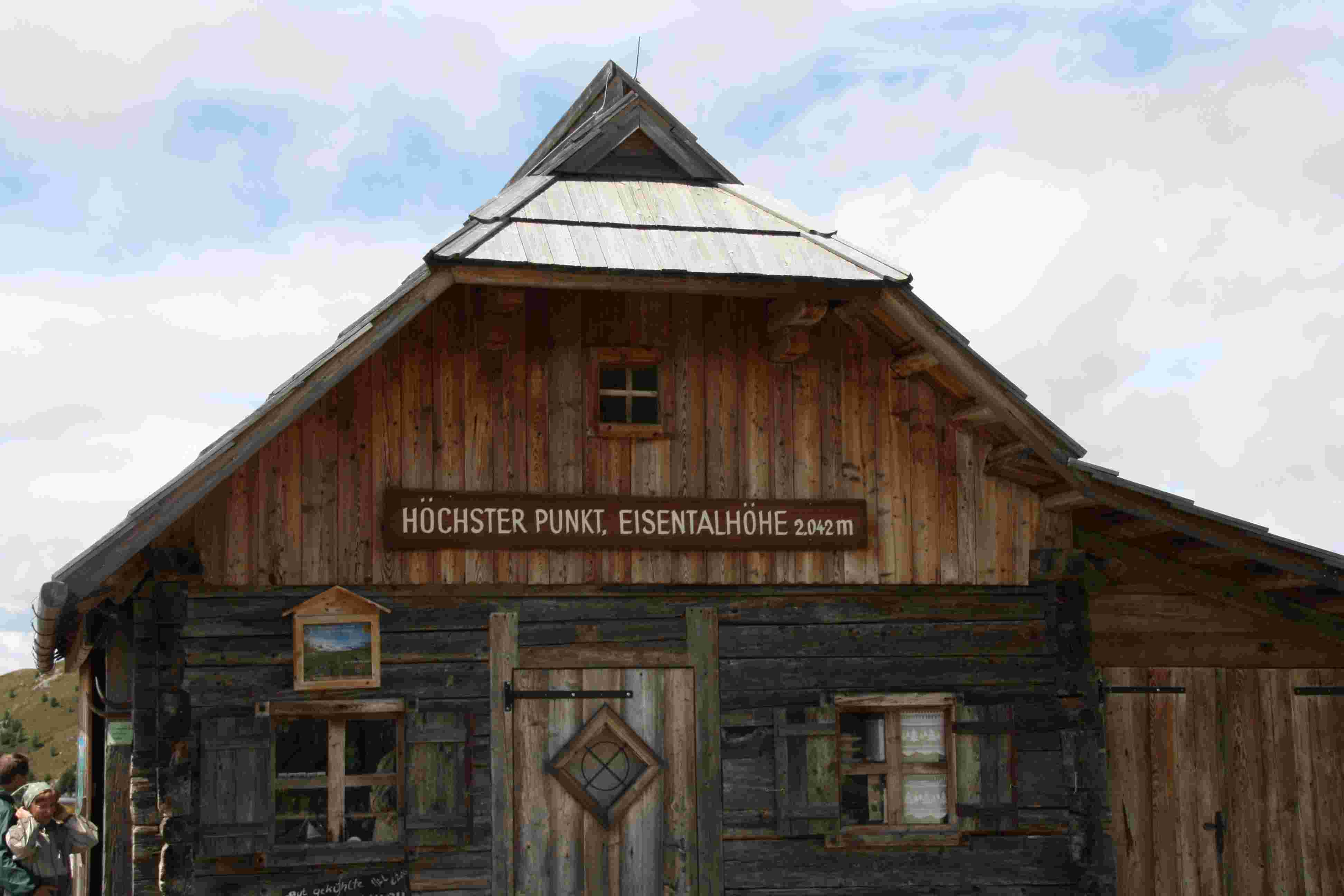
Am höchsten Punkt der Nockalmstraße nahe der Eisentalhöhe